# Templo de Hong Kong
El Templo de Hong Kong es el templo n.º 48 abierto de La Iglesia de Jesucristo de los Santos de los Últimos Días.
La Iglesia de Jesucristo de los Santos de los Últimos días primero envió misioneros a Hong Kong en 1853. Casi 140 años después, en 1992 el primer consejero en la Primera Presidencia, el presidente Gordon B. Hinckley anunció planes para construir un templo en el territorio. Encontrar un sitio sobre el que construir, sin embargo, resultó difícil, sobre todo teniendo en cuenta el alto coste de los bienes raíces en la zona. Por último, se decidió que el templo se construyera en el lugar de la actual casa y capilla de la misión.
Debido a la escasez de tierras en el territorio, el templo tuvo que ser 'construido' en lugar de 'tendido' para construir. Esta escasez de espacio contribuyó al diseño único del Templo de Hong Kong. El edificio de seis pisos está diseñado para albergar no sólo el templo, sino también una capilla, las oficinas de la misión, y viviendas para el presidente del templo y varios misioneros. Esto se conoce como el Plan del Templo de Hong Kong y desde entonces se ha repetido con el Templo de Manhattan de Nueva York. 
La dedicación del Templo de Hong Kong China tuvo lugar el 26 de mayo de 1996. El templo sirve a los miembros de la iglesia de partes de la India, Tailandia, Sri Lanka, Mongolia, Guam, Hong Kong, Malasia, Camboya, Micronesia, Majuro, e Indonesia. Cuenta con un total de 21.744 pies cuadrados, dos salas de ordenanza, y dos habitaciones de sellamientos.